# Flurstedt
Flurstedt este o comună din landul Turingia, Germania.